# Keisya Levronka
Keisya Levronka (2 febbraio 2003) è una cantante e attrice indonesiana.

## Carriera
Ha iniziato la sua carriera nel mondo dello spettacolo partecipando alla decima stagione del talent show Indonesian Idol, trasmesso su RCTI tra il 2019 e il 2020. Dopo essersi diplomata all'Indonesian Idol, è entrata a far parte dell'etichetta discografica Universal Music Indonesia e ha debuttato come cantante con un brano intitolato "Jadi Kekasihku Saja". Oltre alla carriera musicale, Keisya Levronka è entrata anche nel mondo della recitazione nel 2021, con il suo debutto nella serie Jingga dan Senja.
Nel 2022, la sua quarta canzone, "Tak Ingin Usai", è riuscita a raggiungere la vetta di varie classifiche di musica digitale in Indonesia, tra cui la classifica Billboard Indonesia per 11 settimane. La canzone le è valsa anche il primo premio della sua carriera in un evento musicale in Malesia, l'Anugerah Industri Muzik, per la "Miglior canzone in lingua malese presentata da un artista straniero".